# Relaciones Abjasia-Japón
Las relaciones Abjasia-Japón (en ruso: Абхазско - японские отношения) hacen referencia  a los lazos diplomáticos entre ambas naciones. En estas, siempre han estado como mediadores la Unión Soviética y Georgia, de modo que los lazos diplomática entre los países nunca me he establecido directamente.

## Historia
- El 31 de marzo de 1921, la República Socialista Soviética de Abjasia obtuvo su soberanía.[1]
- Abjasia se une oficialmente a la Unión Soviética el 30 de diciembre de 1922.[2][3]
- El 20 de enero de 1925, se concluyó el tratado básico entre Japón y la Unión Soviética, mediante el cual se establecieron por primera vez relaciones diplomáticas entre el país nipón y los soviéticos; además se estableció una por primera vez una relación entre Japón y Abjasia, pero con la mediación de la Unión Soviética.[4]
- El 19 de febrero de 1931, bajo la dirección de Iósif Stalin de Georgia, Abjasia perdió su estado como república y fue degradado a una república socialista soviética de la república autónoma soviética de Georgia.
- El 8 de agosto de 1945, la Unión Soviética, que hizo hincapié en la solicitud de Japón, derivada de la conferencia de Yalta, al descuidar el Pacto de Neutralidad soviético-japonés, que aún estaba vigente durante ocho meses, destruyó el mismo tratado neutral. Al mismo tiempo declararon la guerra a Japón y Manchukuo, hicieron una emboscada, y tanto Japón como la Unión Soviética se convirtieron en beligerantes durante la noche (participación en la Unión Soviética contra Japón). Junto con esto, la relación entre Japón y Abjasia también se interrumpe.
- El 19 de octubre de 1956, se concluyó la declaración conjunta Japón-Unión Soviética, y las relaciones diplomáticas entre los dos países se restablecieron por primera vez en 11 años.[5] Al mismo tiempo, se reanudó la relación entre Japón y Abjasia.
- El 9 de abril de 1991, Georgia con Abjasia se declararon independentes de la Unión Soviética y la independencia. Japón no aprueba inmediatamente la independencia de Georgia [8], la relación entre Japón y Abjasia también se interrumpe.
- El 3 de abril de 1992, Japón aprobó oficialmente la antigua independencia de Georgia, las relaciones diplomáticas entre Japón y Georgia se estableció oficialmente.[6] Al mismo tiempo, las relaciones entre Japón y Abjasia también se reanudaron.
- El 23 de julio de 1992, la enmienda constitucional fue declarada en Georgia, y Abjazia, que era una parte de Georgia por casi 60 años hasta entonces, declaró la independencia con preocupación que la autonomía que estaba en la era soviética podía ser privada.[7] Japón no aprueba la independencia de Abjasia, la relación entre Japón y Abjasia se rompe.
- En mayo de 2007, un turista japonés que entró en Abjasia desde Rusia por tierra fue detenido por las autoridades de Georgia como inmigrante ilegal. Esto se debe a que la ley de Georgia prohíbe firmemente el acceso a la región de Abjasia, excepto por las rutas que el gobierno de Georgia reconoce.[8]
- El 7 de agosto de 2008, Georgia mandó a su ejército a recuperar Osetia del Sur, debido a que no tenía un control efectivo en su territorio, pero después de una intervención completa en Rusia, Georgia se derrumbó y llegó a una tregua en menos de 10 días (conflicto de Osetia del Sur).[9]
- El 26 de agosto de 2008, el presidente ruso Dmitri Medvédev firmó el Decreto Presidencial para aprobar la independencia de Abjasia y Osetia del Sur.[10] Rusia se convirtió en el primer miembro de las Naciones Unidas en aprobar la Abjasia como país independiente.[11] Un día después, el ministro de Relaciones Exteriores de Japón, Masahiko Kōmura, lamentó que el reconocimiento por Rusia de la independencia de Abjasia y Osetia del Sur amenazara la integridad territorial de Georgia.[12][13]

## Lazos comerciales
Según un reportaje de agosto de 2016, los coches que se usan en Europa y Japón son populares en Abjasia, principalmente los provenientes del país nipón, Alemania, Letonia, y entre los coches japoneses la reputación de Toyota y Nissan es alta.

## Intercambio cultural
El 15 de mayo de 2016, un monumento que honra a Varvara Bubnova y Ono Anna en el Templo Tama en Tokio fue revelado y fue consagrado por un sacerdote del Templo Nikolai.

## Enviados diplomáticos

### Embajador de Japón en Abjasia
Ninguno. El embajador japonés en Georgia, con cede en Tbilisi, tiene jurisdicción en dicho territorio, como un área que constituye Georgia.

### Embajador de Abjasia en Japón
Ninguno